# 미궁 러브송
〈미궁 러브송〉(일본어: 迷宮ラブソング 메이큐 라브송구[*])은 아라시의 36번째 싱글이다.

## 개요
전작 〈Lotus〉로부터 약 9개월 만의 싱글.
초회 한정반, 통상반의 2형태로의 발매.

## 수록곡

### 초회 한정반
CD
1. 迷宮ラブソング / 미궁 러브송
작사: 이오리 / 작곡: iiiSAK, Dyce Taylor / 편곡: Trevor Ingram
  - 사쿠라이 쇼 주연 후지 TV 계열 드라마 《수수께끼 풀이는 저녁식사 후에》 주제가
2. 消えぬ想い / 사라지지 않는 마음
작사: alt / 작곡·편곡: 이치카와 요시야스, 마시코 타츠로, ha-j

DVD
1. 迷宮ラブソング (비디오 클립)

### 통상반
1. 迷宮ラブソング / 미궁 러브송
2. together, forever
작사·작곡: 100+ / 편곡: 사사키 히로후미
3. うたかた / 물거품
작사: R.P.P. / Rap 작사: 사쿠라이 쇼 / 작곡: youwhich, Dyce Taylor / 편곡: youwhich
4. wanna be...
작사: 이오리, Soluna / 작곡: 오오시마 코스케 / 편곡: 요시오카 타쿠
5. 迷宮ラブソング（オリジナル・カラオケ）(오리지널 가라오케)
6. together, forever（オリジナル・カラオケ）(오리지널 가라오케)
7. うたかた（オリジナル・カラオケ）(오리지널 가라오케)
8. wanna be...（オリジナル・カラオケ）(오리지널 가라오케)